# 폴 카라포테스
폴 캐러포티스(Paul Carafotes, 1963년 3월 23일 ~ )는 미국의 배우이다.
매사추세츠주 서머빌에서 태어났다.

## 출연 작품

### 영화
- 선택 (1981, Choices)
- 뜨거운 가슴으로 내일을 (1983)
- 데이트 소동 (1987)
- Journey to the Center of the Earth (1989)
- 파이트 클럽 (1999)
- 스토리즈 USA (2007, Stories USA)

### 텔레비전
- 날으는 슈퍼맨 위대한 영웅 (1983)
- 전격 Z작전 (1985)
- Knots Landing (1988-90)
- CSI: 뉴욕 (2004-05)
- CSI: 과학수사대 (2004-06)